# Pseudonicsara uncinata
Pseudonicsara uncinata är en insektsart som beskrevs av Sigfrid Ingrisch 2009. Pseudonicsara uncinata ingår i släktet Pseudonicsara och familjen vårtbitare. Inga underarter finns listade i Catalogue of Life.